# Comuna de Diliman
La Comuna de Diliman fue un levantamiento liderado por estudiantes, profesores y residentes de la Universidad de Filipinas Diliman, junto con trabajadores del transporte, del 1 al 9 de febrero de 1971, debido al aumento del precio del combustible en tres centavos, esto sucedió durante el segundo mandato de la administración del presidente Marcos.
Durante estos años, Filipinas vivía una situación política inestable. Esto ocurrió aproximadamente un año después de los eventos de la Tormenta del Primer Trimestre y aproximadamente un año antes de la declaración de la Ley Marcial de Marcos.
Durante estos días los manifestantes siguiendo el modelo de la Comuna de París de 1871, establecieron una comunidad intencional.  Esto supuso la autogestión de la zona. Al igual que los partidarios de la Comuna de París, los manifestantes se referían a sí mismos como Comuneros. Cambiaron el nombre del campus de Diliman de la Universidad de Filipinas a "Malayang Komunidad ng UP Diliman" ("Comuna libre de UP Diliman"). También tomaron el control de la estación de radio DZUP y UP Press, y dirigieron su propia publicación llamada Bandilang Pula ("Bandera Roja").